# 2014-es labdarúgó-világbajnokság-selejtező (CONCACAF)
A 2014-es labdarúgó-világbajnokság észak-amerikai selejtező mérkőzéseit 2011-től 2013-ig játszották le. Összesen 35 válogatott vett részt a selejtezőn. Észak-Amerikából három válogatott jutott ki automatikusan a 2014-es labdarúgó-világbajnokságra, a negyedik helyezett csapatnak interkontinentális pótselejtezőt kellett játszania.

## A selejtező lebonyolítása
Az észak-amerikai selejtező egy előselejtező körből és három csoportkörből állt. Az első előselejtező fordulóban 10 csapat vett részt, a párosítások győztesei továbbjutottak a második fordulóba.
Az első csoportkörben a kiemelés szerinti 7–25. helyen rangsorolt csapatok és az előselejtező 5 továbbjutója vett részt. Hat csoportot sorsoltak, mindegyikben négy csapat szerepelt. A csoportok első helyezettje jutott a második csoportkörbe.
A második csoportkörben a kiemelés szerinti 1–6. helyen rangsorolt csapatok és az első csoportkör 6 továbbjutója vett részt. Három darab négycsapatos csoportot képeztek. A három csoport első és második helyezettje jutott a harmadik csoportkörbe.
A harmadik csoportkörben a második csoportkör hat továbbjutója vett rész, egyetlen csoportban. Az első három helyezett automatikusan kijutott a világbajnokságra, míg a csoport negyedik helyezettje interkontinentális pótselejtezőn vett részt. A pótselejtezőn az ellenfél a dél-amerikai ötödik, az ázsiai ötödik, és az óceániai csoport győztese lehet.

## Kiemelés
A selejtezők kiemelésének listáját a 2011. március FIFA-világranglista alapján végezték.
A csapatok a következők szerint vettek részt a selejtezőn:
- Az 1–6. kiemeltek nem vettek részt az első két fordulóban, csak a harmadik fordulóban (a második csoportkörben) kapcsolódtak be.
- A 7–25. kiemeltek az első fordulóban nem vettek részt, csak a második fordulóban (az első csoportkörben) kapcsolódtak be.
- A 26–35. kiemeltek már az első fordulóban részt vettek.

| Kiemelve a harmadik fordulóba (1–6. kiemeltek)                             | Kiemelve a második fordulóba (7–25. kiemeltek) | Az első forduló résztvevői (26–35. kiemeltek) |
| -------------------------------------------------------------------------- | --- | --- |
| 1. Egyesült Államok 2. Mexikó 3. Honduras 4. Jamaica 5. Costa Rica 6. Kuba | 1. Panama 2. Kanada 3. Salvador 4. Grenada 5. Trinidad és Tobago 6. Haiti 7. Antigua és Barbuda 8. Guyana 9. Suriname 10. Saint Kitts és Nevis 11. Guatemala 12. Dominikai Közösség 13. Puerto Rico 14. Barbados 15. Curaçao 16. Saint Vincent és a Grenadine-szigetek 17. Kajmán-szigetek 18. Nicaragua 19. Bermuda | 1. Belize 2. Dominikai Köztársaság 3. Brit Virgin-szigetek 4. Saint Lucia 5. Turks- és Caicos-szigetek 6. Bahama-szigetek 7. Aruba 8. Amerikai Virgin-szigetek 9. Anguilla 10. Montserrat |

## Első forduló
Az első fordulóban a 10 legalacsonyabban rangsorolt válogatott vett részt. Kiemelés nélkül 5 párosítást sorsoltak, a csapatok oda-visszavágós rendszerben mérkőztek meg. A párosítások öt győztese jutott tovább a második fordulóba. A sorsolást 2011. április 26-án tartották New Yorkban. A mérkőzéseket 2011. június 15. és július 17. között játszották.
| 1. csapat                 | Össz.Tooltip Aggregate score | 2. csapat             | 1. mérk. | 2. mérk.   |
| ------------------------- | ---------------------------- | --------------------- | -------- | ---------- |
| Montserrat                | 3–8                          | Belize                | 2–5      | 1–3        |
| Anguilla                  | 0–6                          | Dominikai Köztársaság | 0–2      | 0–4        |
| Amerikai Virgin-szigetek  | 4–1                          | Brit Virgin-szigetek  | 2–0      | 2–1        |
| Aruba                     | 6–6 (t. 4–5)                 | Saint Lucia           | 4–2      | 2–4 (h.u.) |
| Turks- és Caicos-szigetek | 0–10                         | Bahama-szigetek       | 0–4      | 0–6        |

1. ↑  A pályaválasztói jogot a sorsoláshoz képest felcserélték.

## Második forduló
A második fordulóban az első forduló 5 továbbjutója és a selejtezők 7–25. helyen rangsorolt válogatottjai vettek részt, összesen 24 csapat. 6 darab négycsapatos csoportok képeztek, a csapatok oda-visszavágós, körmérkőzéses rendszerben mérkőztek meg egymással. A csoportok győztesei továbbjutottak a harmadik fordulóba.

### Kiemelés
A csapatokat négy kalapba osztották a 2011. márciusi FIFA-világranglista alapján. A kalapokat 4–7-ig számozták be. Az „4. kalapba” a rangsor 7–12., az „5. kalapba” a 13–18., a „6. kalapba” a 19–24. helyezettjei, a „7. kalapba” a 25. helyezett és az első forduló 5 továbbjutója került.
| 4. kalap                                                            | 5. kalap                                                                                         | 6. kalap                                                                                                 | 7. kalap |
| ------------------------------------------------------------------- | ------------------------------------------------------------------------------------------------ | --- | --- |
| - Panama - Kanada - Salvador - Grenada - Trinidad és Tobago - Haiti | - Antigua és Barbuda - Guyana - Suriname - Saint Kitts és Nevis - Guatemala - Dominikai Közösség | - Puerto Rico - Barbados - Curaçao - Saint Vincent és a Grenadine-szigetek - Kajmán-szigetek - Nicaragua | - Bermuda - Bahama-szigetek (T) - Amerikai Virgin-szigetek (T) - Dominikai Köztársaság (T) - Saint Lucia (T) - Belize (T) |

Jegyzet
- T: Az 1. selejtezőkörből továbbjutott csapat, a sorsoláskor nem ismert.

### Csoportok
A csoportok sorsolását 2011. július 30-án tartották Rio de Janeiróban. A mérkőzéseket 2011. szeptember 2-a és 2011. november 15-e között játszották le.
A csoport
| Hely. | Csapat                | M | Gy | D | V | G+ | G– | Gk  | P  | Továbbjutás                       |     | Salvador | Dominikai Köztársaság | Suriname | Kajmán-szigetek |
| ----- | --------------------- | - | -- | - | - | -- | -- | --- | -- | --------------------------------- | --- | -------- | --------------------- | -------- | --------------- |
| 1.    | Salvador              | 6 | 6  | 0 | 0 | 20 | 5  | +15 | 18 | Továbbjutott a harmadik fordulóba |     | —        | 3–2                   | 4–0      | 4–0             |
| 2.    | Dominikai Köztársaság | 6 | 2  | 2 | 2 | 12 | 8  | +4  | 8  |                                   |     | 1–2      | —                     | 1–1      | 4–0             |
| 3.    | Suriname              | 6 | 2  | 1 | 3 | 5  | 11 | −6  | 7  |                                   | 1–3 | 1–3      | —                     | 1–0      |                 |
| 4.    | Kajmán-szigetek       | 6 | 0  | 1 | 5 | 2  | 15 | −13 | 1  |                                   | 1–4 | 1–1      | 0–1                   | —        |                 |

B csoport
| Hely. | Csapat             | M | Gy | D | V | G+ | G– | Gk  | P  | Továbbjutás                       |     | Guyana | Trinidad és Tobago | Bermuda | Barbados |
| ----- | ------------------ | - | -- | - | - | -- | -- | --- | -- | --------------------------------- | --- | ------ | ------------------ | ------- | -------- |
| 1.    | Guyana             | 6 | 4  | 1 | 1 | 9  | 6  | +3  | 13 | Továbbjutott a harmadik fordulóba |     | —      | 2–1                | 2–1     | 2–0      |
| 2.    | Trinidad és Tobago | 6 | 4  | 0 | 2 | 12 | 4  | +8  | 12 |                                   |     | 3–0    | —                  | 1–0     | 4–0      |
| 3.    | Bermuda            | 6 | 3  | 1 | 2 | 8  | 7  | +1  | 10 |                                   | 1–1 | 2–1    | —                  | 2–1     |          |
| 4.    | Barbados           | 6 | 0  | 0 | 6 | 2  | 14 | −12 | 0  |                                   | 0–2 | 0–2    | 1–2                | —       |          |

C csoport
| Hely. | Csapat             | M | Gy | D | V | G+ | G– | Gk  | P  | Továbbjutás                       |     | Panama | Nicaragua | Dominikai Közösség |
| ----- | ------------------ | - | -- | - | - | -- | -- | --- | -- | --------------------------------- | --- | ------ | --------- | ------------------ |
| 1.    | Panama             | 4 | 4  | 0 | 0 | 15 | 2  | +13 | 12 | Továbbjutott a harmadik fordulóba |     | —      | 5–1       | 3–0                |
| 2.    | Nicaragua          | 4 | 2  | 0 | 2 | 5  | 7  | −2  | 6  |                                   |     | 1–2    | —         | 1–0                |
| 3.    | Dominikai Közösség | 4 | 0  | 0 | 4 | 0  | 11 | −11 | 0  |                                   | 0–5 | 0–2    | —         |                    |

- A Bahama-szigetek 2011. augusztus 19-én visszalépett. A helyére nem került csapat, a C csoportban csak három csapat szerepelt.[6][7][8]

D csoport
| Hely. | Csapat               | M | Gy | D | V | G+ | G– | Gk  | P  | Továbbjutás                       |     | Kanada | Puerto Rico | Saint Kitts és Nevis | Saint Lucia |
| ----- | -------------------- | - | -- | - | - | -- | -- | --- | -- | --------------------------------- | --- | ------ | ----------- | -------------------- | ----------- |
| 1.    | Kanada               | 6 | 4  | 2 | 0 | 18 | 1  | +17 | 14 | Továbbjutott a harmadik fordulóba |     | —      | 0–0         | 4–0                  | 4–1         |
| 2.    | Puerto Rico          | 6 | 2  | 3 | 1 | 8  | 4  | +4  | 9  |                                   |     | 0–3    | —           | 1–1                  | 3–0         |
| 3.    | Saint Kitts és Nevis | 6 | 1  | 4 | 1 | 6  | 8  | −2  | 7  |                                   | 0–0 | 0–0    | —           | 1–1                  |             |
| 4.    | Saint Lucia          | 6 | 0  | 1 | 5 | 4  | 23 | −19 | 1  |                                   | 0–7 | 0–4    | 2–4         | —                    |             |

E csoport
| Hely. | Csapat                                | M | Gy | D | V | G+ | G– | Gk  | P  | Továbbjutás                       |     | Guatemala | Belize | Saint Vincent és a Grenadine-szigetek | Grenada |
| ----- | ------------------------------------- | - | -- | - | - | -- | -- | --- | -- | --------------------------------- | --- | --------- | ------ | ------------------------------------- | ------- |
| 1.    | Guatemala                             | 6 | 6  | 0 | 0 | 19 | 3  | +16 | 18 | Továbbjutott a harmadik fordulóba |     | —         | 3–1    | 4–0                                   | 3–0     |
| 2.    | Belize                                | 6 | 2  | 1 | 3 | 9  | 10 | −1  | 7  |                                   |     | 1–2       | —      | 1–1                                   | 1–4     |
| 3.    | Saint Vincent és a Grenadine-szigetek | 6 | 1  | 2 | 3 | 4  | 12 | −8  | 5  |                                   | 0–3 | 0–2       | —      | 2–1                                   |         |
| 4.    | Grenada                               | 6 | 1  | 1 | 4 | 7  | 14 | −7  | 4  |                                   | 1–4 | 0–3       | 1–1    | —                                     |         |

F csoport
| Hely. | Csapat                   | M | Gy | D | V | G+ | G– | Gk  | P  | Továbbjutás                       |     | Antigua és Barbuda | Haiti | Curaçao | Amerikai Virgin-szigetek |
| ----- | ------------------------ | - | -- | - | - | -- | -- | --- | -- | --------------------------------- | --- | ------------------ | ----- | ------- | ------------------------ |
| 1.    | Antigua és Barbuda       | 6 | 5  | 0 | 1 | 28 | 5  | +23 | 15 | Továbbjutott a harmadik fordulóba |     | —                  | 1–0   | 5–2     | 10–                      |
| 2.    | Haiti                    | 6 | 4  | 1 | 1 | 21 | 6  | +15 | 13 |                                   |     | 2–1                | —     | 2–2     | 6–0                      |
| 3.    | Curaçao                  | 6 | 2  | 1 | 3 | 15 | 15 | 0   | 7  |                                   | 0–3 | 2–4                | —     | 6–1     |                          |
| 4.    | Amerikai Virgin-szigetek | 6 | 0  | 0 | 6 | 2  | 40 | −38 | 0  |                                   | 1–8 | 0–7                | 0–3   | —       |                          |

## Harmadik forduló
A harmadik fordulóban a 6 kiemelt (1–6. helyen rangsorolt) csapat és a második forduló 6 továbbjutója, összesen 12 csapat vett részt. A csapatokat 3 darab négycsapatos csoportba sorsolták. A csapatok oda-visszavágós, körmérkőzéses rendszerben mérkőztek meg egymással. A három csoport győztese és második helyezettje továbbjutott a negyedik fordulóba.

### Kiemelés
A csapatokat három kalapba osztották a 2011. márciusi FIFA-világranglista alapján. A kalapokat 1–3-ig számozták. A „1. kalapba” a rangsor 1–3., a „2. kalapba” a 4–6., a „3. kalapba” a második forduló hat továbbjutója kerül.
| 1. kalap                               | 2. kalap                      | 3. kalap                                                                                       |
| -------------------------------------- | ----------------------------- | ---------------------------------------------------------------------------------------------- |
| - Egyesült Államok - Mexikó - Honduras | - Jamaica - Costa Rica - Kuba | - Salvador (T) - Guyana (T) - Panama (T) - Kanada (T) - Guatemala (T) - Antigua és Barbuda (T) |

Jegyzet
- T: A 2. fordulóból továbbjutott csapat, a sorsoláskor nem volt ismert.

### Csoportok
A csoportok sorsolását 2011. július 30-án tartották Rio de Janeiróban. A mérkőzéseket a 2. forduló befejezését követően, 2012. június 8-a és 2012. október 16-a között játszották le.
A csoport
| Hely. | Csapat             | M | Gy | D | V | G+ | G– | Gk | P  | Továbbjutás                 |     | Amerikai Egyesült Államok | Jamaica | Guatemala | Antigua és Barbuda |
| ----- | ------------------ | - | -- | - | - | -- | -- | -- | -- | --------------------------- | --- | ------------------------- | ------- | --------- | ------------------ |
| 1.    | Egyesült Államok   | 6 | 4  | 1 | 1 | 11 | 6  | +5 | 13 | Továbbjutott a 4. fordulóba |     | —                         | 1–0     | 3–1       | 3–1                |
| 2.    | Jamaica            | 6 | 3  | 1 | 2 | 9  | 6  | +3 | 10 | Továbbjutott a 4. fordulóba |     | 2–1                       | —       | 2–1       | 4–1                |
| 3.    | Guatemala          | 6 | 3  | 1 | 2 | 9  | 8  | +1 | 10 |                             |     | 1–1                       | 2–1     | —         | 3–1                |
| 4.    | Antigua és Barbuda | 6 | 0  | 1 | 5 | 4  | 13 | −9 | 1  |                             | 1–2 | 0–0                       | 0–1     | —         |                    |

B csoport
| Hely. | Csapat     | M | Gy | D | V | G+ | G– | Gk  | P  | Továbbjutás                 |     | Mexikó | Costa Rica | Salvador | Guyana |
| ----- | ---------- | - | -- | - | - | -- | -- | --- | -- | --------------------------- | --- | ------ | ---------- | -------- | ------ |
| 1.    | Mexikó     | 6 | 6  | 0 | 0 | 15 | 2  | +13 | 18 | Továbbjutott a 4. fordulóba |     | —      | 1–0        | 2–0      | 3–1    |
| 2.    | Costa Rica | 6 | 3  | 1 | 2 | 14 | 5  | +9  | 10 | Továbbjutott a 4. fordulóba |     | 0–2    | —          | 2–2      | 7–0    |
| 3.    | Salvador   | 6 | 1  | 2 | 3 | 8  | 11 | −3  | 5  |                             |     | 1–2    | 0–1        | —        | 2–2    |
| 4.    | Guyana     | 6 | 0  | 1 | 5 | 5  | 24 | −19 | 1  |                             | 0–5 | 0–4    | 2–3        | —        |        |

C csoport
| Hely. | Csapat   | M | Gy | D | V | G+ | G– | Gk | P  | Továbbjutás                 |     | Honduras | Panama | Kanada | Kuba |
| ----- | -------- | - | -- | - | - | -- | -- | -- | -- | --------------------------- | --- | -------- | ------ | ------ | ---- |
| 1.    | Honduras | 6 | 3  | 2 | 1 | 12 | 3  | +9 | 11 | Továbbjutott a 4. fordulóba |     | —        | 0–2    | 8–1    | 1–0  |
| 2.    | Panama   | 6 | 3  | 2 | 1 | 6  | 2  | +4 | 11 | Továbbjutott a 4. fordulóba |     | 0–0      | —      | 2–0    | 1–0  |
| 3.    | Kanada   | 6 | 3  | 1 | 2 | 6  | 10 | −4 | 10 |                             |     | 0–0      | 1–0    | —      | 3–0  |
| 4.    | Kuba     | 6 | 0  | 1 | 5 | 1  | 10 | −9 | 1  |                             | 0–3 | 1–1      | 0–1    | —      |      |

## Negyedik forduló
A negyedik fordulóban a harmadik forduló 6 továbbjutója vett részt. A csapatok egyetlen csoportot alkottak, ahol oda-visszavágós, körmérkőzéses rendszerben mérkőztek meg egymással. A csoport első három helyezettje kijutott a 2014-es labdarúgó-világbajnokságra, a negyedik helyezett interkontinentális pótselejtezőt játszott.
A negyedik forduló mérkőzéseit 2013. február 6-a és 2013. október 15-e között játszották le.
| Hely. | Csapat           | M  | Gy | D | V | G+ | G– | Gk | P  | Továbbjutás                         |     | Amerikai Egyesült Államok | Costa Rica | Honduras | Mexikó | Panama | Jamaica |
| ----- | ---------------- | -- | -- | - | - | -- | -- | -- | -- | ----------------------------------- | --- | ------------------------- | ---------- | -------- | ------ | ------ | ------- |
| 1.    | Egyesült Államok | 10 | 7  | 1 | 2 | 15 | 8  | +7 | 22 | Kijutott a 2014-es világbajnokságra |     | —                         | 1–0        | 1–0      | 2–0    | 2–0    | 2–0     |
| 2.    | Costa Rica       | 10 | 5  | 3 | 2 | 13 | 7  | +6 | 18 | Kijutott a 2014-es világbajnokságra |     | 3–1                       | —          | 1–0      | 2–1    | 2–0    | 2–0     |
| 3.    | Honduras         | 10 | 4  | 3 | 3 | 13 | 12 | +1 | 15 | Kijutott a 2014-es világbajnokságra |     | 2–1                       | 1–0        | —        | 2–2    | 2–2    | 2–0     |
| 4.    | Mexikó           | 10 | 2  | 5 | 3 | 7  | 9  | −2 | 11 | Interkontinetális pótselejtező      |     | 0–0                       | 0–0        | 1–2      | —      | 2–1    | 0–0     |
| 5.    | Panama           | 10 | 1  | 5 | 4 | 10 | 14 | −4 | 8  |                                     |     | 2–3                       | 2–2        | 2–0      | 0–0    | —      | 0–0     |
| 6.    | Jamaica          | 10 | 0  | 5 | 5 | 5  | 13 | −8 | 5  |                                     | 1–2 | 1–1                       | 2–2        | 0–1      | 1–1    | —      |         |

## Interkontinentális pótselejtező
A negyedik forduló negyedik helyezettjének interkontinentális pótselejtezőt kellett játszania. A párosításról sorsolás döntött, melyet 2011. július 30-án tartottak Rio de Janeiroban. Az észak-amerikai negyedik helyezett csapat az óceánai selejtező győztesével játszott. A párosítás győztese jutott ki 2014-es labdarúgó-világbajnokságra.
| 1. csapat | Össz.Tooltip Aggregate score | 2. csapat | 1. mérk. | 2. mérk. |
| --------- | ---------------------------- | --------- | -------- | -------- |
| Mexikó    | 9–3                          | Új-Zéland | 5–1      | 4–2      |